# Ranunculus dielsianus
Ranunculus dielsianus är en ranunkelväxtart som beskrevs av Oskar Eberhard Ulbrich. Ranunculus dielsianus ingår i släktet ranunkler, och familjen ranunkelväxter.

## Underarter
Arten delas in i följande underarter:
- R. d. leiogynus
- R. d. longipilosus
- R. d. suprasericeus